# Italtrans Racing Team
Das Italtrans Racing Team ist ein Motorradsport-Team aus Italien, das seit 2010 in der Moto2-Klasse der Motorrad-Weltmeisterschaft antritt.
2020 wurde Enea Bastianini mit Italtrans Weltmeister. Vor Bastianini hatten auch Roberto Rolfo und Mattia Pasini für das Team Rennen gewonnen.
Die Fahrer 2024 sind Dennis Foggia und Diogo Moreira.

## Statistik

### Weltmeister
- 2020 –  Enea Bastianini, Moto2-Weltmeister auf Kalex

### Moto2-Team-WM-Ergebnisse (seit 2018)
- 2018 – Sechster
- 2019 – Achter
- 2020 – Vierter
- 2021 – Elfter
- 2022 – Neunter
- 2023 – Neunter
- 2024 – Elfter

### Grand-Prix-Siege
| Saison | Rennen                               |
| ------ | ------------------------------------ |
| 2010   | Malaysia                             |
| 2017   | Italien                              |
| 2018   | Argentinien                          |
| 2020   | Andalusien Tschechien Emilia-Romagna |
| 2022   | Portugal                             |